# Eugen Teodorovici
Eugen Orlando Teodorovici est un homme politique roumain né le 12 août 1971 à Bucarest (Roumanie). Il est ministre des Finances publiques dans le gouvernement de Victor Ponta en 2015.